# Arbejderbevægelsens Erhvervsråd
Arbejderbevægelsens Erhvervsråd (AE) - tidligere forkortet AE-rådet - er en blanding af forskningsinstitution, lobbyorganisation, tænketank og analyseinstitut på det statistiske område med tilknytning til fagbevægelsen og Socialdemokratiet. AE's medlemmer er LO og LO's medlemsforbund, som sammen med indtægter fra konsulentarbejde finansierer AE. AE er stiftet i 1936 og er dermed Danmarks ældste tænketank.

## Formål og opgaver
Formålet med AE er at medvirke til at sikre debat om den samfundsmæssige udviking ved at udarbejde og formidle samfunds- og erhvervsøkonomisk viden og løsningsforslag til gavn for lønmodtagerne, samt at fremme den sociale retfærdighed i samfundet. AE arbejder både selvstændigt og i samarbejde med fagbevægelsens organisationer. Denne konstruktion som kombinerer økonomisk-politisk tænketank og analyseinstitut betyder, at AEs analyser og notater ofte opnår opmærksomhed i de danske medier. Arbejderbevægelsens virksomheder og Socialdemokratiet er tilknyttet AE som associerede medlemmer. De associerede medlemmer har mulighed for at kommentere AEs arbejde på fem årlige møder.
AE arbejder med modeller, bygning af disse samt analyse af data. Det udarbejder altså både egne data, ligesom det anvender andres data. To gange om året udgiver AE prognoser for udviklingen i økonomi og beskæftigelse i Danmark. Årligt udgives også publikationerne Økonomiske Tendenser Arkiveret 5. januar 2013 hos  Wayback Machine og Fordeling og Levevilkår Arkiveret 5. januar 2013 hos  Wayback Machine. Der udarbejdes årligt en lang række analyser af skat, økonomisk ulighed, indkomster, uddannelse, beskæftigelse og af tendenserne på arbejdsmarkedet.

## Historie
Arbejderbevægelsens Erhvervsråd blev stiftet i 1936 af LO og Det kooperative Fællesforbund (DKF). som arbejderbevægelsens hovedorganisation på det økonomiske og erhvervspolitiske område. Baggrunden var et ønske om at styrke fagforbundenes forståelse for samfundsøkonomi. Daværende statsminister Thorvald Stauning var en af de ledende
kræfter i bestræbelserne på at få oprettet AE. Formålet var, at arbejderne, deres tillidsfolk og arbejderbevægelsens virksomheder kunne få bedre mulighed for at påvirke ”beslutninger af beskæftigelsesmæssig og handelsmæssig karakter”.
I 2003 blev AE’s forankring ændret, således at Rådets bestyrelse ikke længere har sit udspring i både LO’s forretningsudvalg og DKF’s bestyrelse, men udelukkende i fagbevægelsen – dog med mulighed for optagelse af associerede medlemmer. Det betyder, at AE’s medlemmer og sponsorer i dag er LO og de fagforbund, der er organiseret under
LO, mens Alka, Arbejdernes Landsbank, Boligselskabernes Landsforening, Kooperationen og Socialdemokraterne er tilknyttet som associerede medlemmer.
På den måde fungerer AE i dag som analyseinstitut og tænketank, mens det erhvervspolitiske område, som spillede en vigtig rolle i AE’s første leveår, i dag er faldet mere i baggrunden.

## Formænd
Formand for AE er i øjeblikket Per Kongshøj Madsen, der er professor i økonomi ved Aalborg Universitet.
Tidligere formænd:
- 1988-2006: Christen Sørensen
- 1981-1988: Erik Hauerslev
- 1971-1981: Kaj Nielsen
- 1967-1971: Erling Jensen
- 1964-1967: Jørgen Paldam
- 1955-1964: Frederik Dalgaard
- 1940-1955: Ludvig Christensen
- 1936-1940: Peter Christensen